# Amtsgericht Havelberg
Das Amtsgericht Havelberg war ein preußisches Amtsgericht mit Sitz in Havelberg in der Provinz Brandenburg.

## Geschichte
Ab 1849 bestand das Kreisgericht Perleberg mit einer Zweigstelle (Gerichtskommission) in Havelberg. Übergeordnet war das Appellationsgericht Frankfurt a. d. Oder. Im Rahmen der Reichsjustizgesetze wurden diese Gerichte aufgehoben und reichsweit einheitlich Oberlandes-, Land- und Amtsgerichte gebildet. Das königlich preußische Amtsgericht Havelberg wurde mit Wirkung zum 1. Oktober 1879 als eines von 15 Amtsgerichten im Bezirk des Landgerichtes Neuruppin im Bezirk des Kammergerichtes gebildet. Der Sitz des Gerichtes war die Stadt Havelberg. Sein Gerichtsbezirk umfasste 
- aus dem Landkreis Westprignitz der Stadtbezirk Havelberg und die Amtsbezirke Damerow, Groß Leppin, Havelberger Forst, Nitzow, Plattenburg und Quitzöbel sowie die Gemeindebezirke Abbendorf, Haverland und Legde aus dem Amtsbezirk Rühstädt
- aus dem Landkreis Ostprignitz der Amtsbezirk Breddin und der Gemeindebezirk Sophiendorf aus dem Amtsbezirk Lohm[1] Am Gericht bestanden 1880 zwei Richterstellen. Das Amtsgericht war damit ein mittelgroßes Amtsgericht im Landgerichtsbezirk.[2]

Zum 1. Juli 1951 wurde das Amtsgericht Havelberg zu einer Zweigstelle des Amtsgerichtes Perleberg herabgestuft. Im Jahre 1952 wurden in der DDR die Amtsgerichte abgeschafft und stattdessen Kreisgerichte gebildet. Havelberg kam zum Kreis Havelberg im Bezirk Magdeburg, zuständiges Gericht war damit das Kreisgericht Havelberg. Das Amtsgericht Havelberg wurde auch nach dem Zusammenbruch der DDR nicht neu gebildet.